# Базож (Приморски Шарант)
Базож (фр. Bazauges) је насељено место у Француској у региону Поату-Шарант, у департману Приморски Шарант.
По подацима из 2011. године у општини је живело 137 становника, а густина насељености је износила 16,55 становника/km².

## Демографија
| 1962. | 1968. | 1975. | 1982. | 1990. | 2011. |
| ----- | ----- | ----- | ----- | ----- | ----- |
| 232   | 207   | 182   | 159   | 148   | 137   |